# Salakta
Salakta este un oraș în [[]], Tunisia.